# Степаненко Муза Савеліївна
Муза (Марія) Савеліївна Степаненко, до шлюбу Янголь (22 липня 1909, м. Гришино (нині — Покровськ) Донецької області — 3 вересня 1983, Київ) — українська театральна та кіноакторка.

## Життєпис
Марія Янголь народилась 22 липня 1909 в містечку Гришино. Була зі співочої родини: дідусь співав у хорі, заснованому на станції Гришино Миколою Леонтовичем, який працював там учителем в 1904—1905 роках.
1931 — закінчила Державний музично-драматичний інститут імені М. В. Лисенка.
Була акторкою Київського українського драматичного театру імені Івана Франка.
1950-1960-х років знімалась в кіно на кіностудії ім. О. Довженка.

## Ролі в театрі
- Маруся («Ой не ходи, Грицю, та й на вечорниці» Старицького)
- Ліда («Платон Кречет» Корнійчука)
- Марина Мнішек («Борис Годунов» Пушкіна)
- Кармануца («Справа честі» І. Микитенка)
- Ревека («Дівчата нашої країни» І. Микитенка)[2]

## Ролі в кіно
- 1977 — «Р.В.Р.» (в епізоді)
- 1972 — «Тут нам жити» (Соломія)
- 1972 — «Довіра» (в епізоді)
- 1961 — «Радість моя» (в епізоді)
- 1959 — «Це було навесні»

## Родина
Чоловік — народний артист України Степаненко Борис Васильович, балетмейстер.
Син — народний артист України Степаненко Михайло Борисович, композитор.